# Fuerzas navales de la Francia Libre
Les Forces Navales Françaises Libres ("Fuerzas navales de la Francia Libre") formaron parte de las fuerzas armadas de la Francia Libre durante la  Segunda Guerra Mundial. 

Bandera de bauprés (o bandera de Proa de las Fuerzas Navales Francesas Libres

## Historia
Tras la fundación de las Fuerzas de la Francia Libre por parte del general Charles de Gaulle, el vicealmirante Émile Muselier llegado desde Gibraltar, se une a de Gaulle y a su llamamiento en la BBC para continuar la lucha tras el armisticio del  Gobierno de Vichy con la Alemania nazi.
En aquel momento la flota francesa estaba absolutamente dispersa. Muchos barcos de guerra seguían en los puertos franceses: otros se habían refugiado en puertos británicos, tanto en los de Gran Bretaña como en los puertos de las colonias británicas (como por ejemplo el puerto de Alejandría), y el resto de la flota estaba repartido en puertos de las colonias francesas. Algunos barcos franceses fondeados en puertos británicos como Plymouth y Portsmouth fueron abordados en la noche del 3 de julio de 1940 dentro de la operación catapulta. Algunas tripulaciones se resistieron al abordaje británico, por ejemplo en el submarino francés Surcouf la resistencia costó la vida de dos británicos y una marinero francés. Otros barcos fueron los ya casi obsoletos acorazados París y Courbet, los destructores Triomphant y  Léopard, así como ocho lanchas torpederas, cinco submarinos y una serie de buques menores.
Para distinguir a sus fuerzas de las de Vichy, el vicealmirante Émile Muselier, creó una nueva bandera con una cruz de Lorena
roja en el centro.
Otros barcos fueron alquilados por parte de los británicos a las FNFL.
Las Fuerzas del FNFL sufren su primera baja, cuando la patrullera Poulmic choca con una mina, hundiéndose el 7 de noviembre de 1940
En junio de 1942, las FNFL contaban con 40 barcos operativos de un total de 65, 3600 marineros y un batallón de infantes de marina. La flota mercante estaba compuesta por 170 buques,  67 en funcionamiento.
Tras el desembarco norteamericano en África occidental y la ocupación completa por parte alemana de territorio francés, importantes barcos con base en Dakar pasaron a formar parte de la FNFL como el moderno acorazado Richelieu, el crucero pesado Suffren, los cruceros ligeros Gloire, Montcalm, Georges Leygues, y algunos destructores, incluido el Clase Le Fantasque Le Fantasque.

### Acciones
Algunos buques mercante de las FNFL participaron en la batalla de Dakar en septiembre de 1940.
El 30 de noviembre de 1942 el destructor Léopard liberó la isla Reunión, que estaba bajo el control de Vichy.

### Desembarco de Normandía
Fuerzas del FNFL participaron en el año 1944 en esta operación anfibia tanto en el transporte de tropas como en el propio desembarco.
Los cruceros Georges Leygues y Montcalm, junto con el acorazado USS Arkansas proporcionaron fuego de cobertura a la infantería hasta el 10 junio.
La Combattante silenció la artillería costera alemana en  Courseulles-sur-Mer. Los siguientes días los empleó en patrullar el canal. El 14 de julio, llevó al general Charles de Gaulle a Francia.

## Comandantes en Jefe de las fuerzas navales de la Francia Libre
- Émile Muselier
- Philippe Auboyneau
- Georges Thierry d'Argenlieu

## Bajas durante la guerra
Varios buques de guerra del FNFL fueron hundidos durante la guerra, destaca el submarino Surcouf, posiblemente hundido por fuego amigo. Otras pérdidas incluyeron los destructores Léopard, Mimosa, Alysse y La Combattante; el submarino Narval; y las patrulleras Poulmic y Vikings.

## Lista de barcos de la Francia libre

### Acorazados de la clase Courbet
- París (obsoleto)
- Courbet (obsoleto) - Hundido durante la Batalla de Normadía

### Destructores de escolta
- Léopard (Destructor de la clase Chacal) - perdido el 27 de mayo de 1943

### Destructores de la clase Le Fantasque
- Le Triomphant

### Destructores de la Clase Bourrasque
- Mistral
- Ouragan

### Escoltas alquilados a los británicos
- La Combattante (Destructor de la clase Hunt) - perdido el 24 de febrero de 1945

### Corbetas de la clase Flower
- Aconit (K 58) (ex. HMS Aconite)
- Alysse (K 100) (ex. HMS Alyssum) (perdida el 9 de febrero de 1942)
- Commandant d'Estienne d'Orves (K 93) (ex. HMS Lotus)
- Commandant Détroyat (K 183) (ex. HMS Coriander)
- Commandant Drogou (K 195) (ex. HMS Chrysanthemum)
- Lobélia (K 05) (ex. HMS Lobelia)
- Mimosa (K 11) (ex. HMS Mimosa) (perdida el 9 de junio de 1942)
- Renoncule (K 117) (ex. HMS Renonculus (K 117))
- Roselys (K 57) (ex. HMS Sundew)

### Clase Cannon
- Algérien - oficialmente llamado USS Cronin (DE-107)
- Hova
- Marocain
- Sénégalais
- Somalí
- Tunisien

### Fragatas de la clase River
- Croix de Lorraine (K 258)
- Aventure (K 263)
- Escarmouche (K 267)
- Découverte (K 370)
- Surprise (K 292)
- Tonkinois (K 260)

### Submarinos
- Rubis
- Minerve
- Junon
- Iris
- Curie - oficialmente HMS Vox (P67)
- Doris - oficialmente HMS Vineyard (P 84)
- Morse - oficialmente HMS Vortex (P 87)
- Surcouf

### Dragaminas
- Dragueur Congre AD92
- Dragueur Kériado AD112
- Dragueur Lucienne-Jeanne AD 38
- Dragueur Nazareth ex Jacques II AD24
- Dragueur André-Louis AD22
- Dragueur Monique André          AD23
- Dragueur Gaston Rivier AD21
- Dragueur Antioche II AD42
- Dragueur Perdrant AD43
- Dragueur Angèle Marie AD52
- Dragueur Vierge de Lourdes AD53
- Dragueur Louise Marie AD41

### Cargos
- Fort Binger
- Franche-Comté
- Indochinois
- Félix Roussel

### Goletas
- Étoile
- Belle Poule